# Tongguan (Weinan)
Der Kreis Tongguan (潼关县,  Tóngguān Xiàn) ist ein Kreis der bezirksfreien Stadt Weinan in der chinesischen Provinz Shaanxi. Er hat eine Fläche von 432,9 Quadratkilometern und zählt 125.317 Einwohner (Stand: Zensus 2020). Sein Hauptort ist die Großgemeinde Chengguan (城关镇).
Die Stätte der Zwölf Stadtwachtürme von Tongguan (十二连城烽火台遗址, Shí'èr liánchéng fēnghuǒ tái yízhǐ) aus der Zeit der Östlichen Zhou-Dynastie, und die Ming- und Tang-zeitliche Altstadt von Tongguan (潼关故城, Tóngguān gù chéng) stehen seit 2013 auf der Liste der Denkmäler der Volksrepublik China.
Die Longhai-Bahn verbindet Tongguan mit Lanzhou und Lianyungang.

## Administrative Gliederung
Auf Gemeindeebene setzt sich der Kreis aus vier Großgemeinden und vier Gemeinden zusammen. 